# Polycyrtus inezae
Polycyrtus inezae är en stekelart som beskrevs av Zuniga 2004. Polycyrtus inezae ingår i släktet Polycyrtus och familjen brokparasitsteklar. Inga underarter finns listade i Catalogue of Life.